# Tribunal de commerce international des États-Unis
Le Tribunal de commerce international des États-Unis (en anglais : United States Court of International Trade) — abrégé dans les affaires judiciaires par Int'l Trade ou Intl. Trade — est un tribunal fédéral chargé de juger le contentieux civil relatif aux lois sur le commerce international.

## Histoire
Le tribunal s'est appelé d'abord le Board of General Appraisers, plutôt considéré comme une autorité administrative, composé de neuf membres issus du département du Trésor.
En 1926 est créée par le Congrès, au titre de l'article I de la Constitution, la Cour des douanes des États-Unis (en anglais : United States Customs Court), avec les mêmes pouvoirs. En 1956, le Congrès rattache le tribunal à l'article III de la constitution, avec les mêmes pouvoirs.
C'est par une loi de 1980 (Customs Courts Act) que l'ancienne Cour des douanes des États-Unis est remplacée par le Tribunal de commerce international des États-Unis.

## Compétence
Le Tribunal siège à New York, One Federal Plaza, bien qu'il soit autorisé à siéger ailleurs, y compris dans les pays étrangers. Les neuf juges qui y siègent sont nommés par le Président des États-Unis.
Le Tribunal siège à juge unique, sauf lorsque l'affaire concerne la constitutionnalité d'une loi du Congrès, d'un acte ou d'un décret exécutif du président, ou bien lorsqu'elle a des implications jugées importantes par le juge en chef. C'est alors une collégialité de trois juges qui est saisie.

## Mise en cause des droits de douanes imposés par l'administration Trump
Le 28 mai 2025, un jugement du tribunal composé de trois juges dénie au président des États-Unis le pouvoir constitutionnel d'imposer seul les sanctions douanières prévues par l’International Emergency Economic Powers Act (IEEPA) de 1977 et annule les droits de douane contestés par cinq entreprises plaignantes et par douze États fédérés. Le gouvernement américain fait appel de cette décision. Jeudi 29 mai, la cour d'appel rétablit aussitôt les droits de douanes, avant toute décision sur le fond.